# Campionati del mondo di ciclismo su pista 1991
I Campionati del mondo di ciclismo su pista 1991 si svolsero a Stoccarda, in Germania, dal 13 al 18 agosto.

## Medagliere
| Posiz. | Nazione           | Oro | Argento | Bronzo | Totale |
| ------ | ----------------- | --- | ------- | ------ | ------ |
| 1      | Germania          | 6   | 4       | 1      | 11     |
| 2      | Paesi Bassi       | 2   | 0       | 1      | 3      |
| 3      | Francia           | 1   | 2       | 3      | 6      |
| 4      | Australia         | 1   | 1       | 2      | 4      |
| 5      | Svizzera          | 1   | 1       | 1      | 3      |
| 6      | Unione Sovietica  | 1   | 1       | 0      | 2      |
| 7      | Austria           | 1   | 0       | 0      | 1      |
| 7      | Spagna            | 1   | 0       | 0      | 1      |
| 9      | Italia            | 0   | 2       | 0      | 2      |
| 10     | Stati Uniti       | 0   | 1       | 2      | 3      |
| 11     | Regno Unito       | 0   | 1       | 1      | 2      |
| 12     | Belgio            | 0   | 1       | 0      | 1      |
| 12     | Cecoslovacchia    | 0   | 1       | 0      | 1      |
| 14     | Danimarca         | 0   | 0       | 2      | 2      |
| 15     | Trinidad e Tobago | 0   | 0       | 1      | 1      |
|        | Totale            | 14  | 15      | 14     | 43     |